# Jean-Marie Guéhenno
Cet article concerne le diplomate. Pour la commune ou l'écrivain, voir Guéhenno et Jean Guéhenno.
Jean-Marie Guéhenno, né le 30 octobre 1949 à Paris, est un diplomate français, spécialiste des questions de défense et des relations internationales.
Il fut Secrétaire général adjoint au Département des opérations de maintien de la paix de l'Organisation des Nations unies, jusqu'en juillet 2008, après avoir annoncé le 5 mars 2008 qu'il ne renouvellerait pas son mandat. Il a été remplacé à ce poste par Alain Le Roy. Le 22 mars 2012, il est nommé assistant auprès de Kofi Annan pour sa mission en Syrie. Il fut aussi président-directeur général de l'International Crisis Group  de 2014 jusqu'en 2018.

## Biographie

### Jeunesse et études
Jean-Marie Guéhenno est le fils de l'écrivain Jean Guéhenno (de l'Académie française) et de la résistante et écrivaine Annie Guéhenno. 
Il est ancien élève de l'École normale supérieure de la rue d'Ulm et agrégé de lettres modernes. Il sort de l'École nationale d'administration en 1976.

### Parcours professionnel

#### Haute fonction publique
En 1976, Jean-Marie Guéhenno est nommé auditeur à la Cour des Comptes. Il est ensuite nommé conseiller référendaire puis conseiller-maître. Il est ensuite détaché au sein du ministère des Affaires Étrangères, où il a occupé successivement les fonctions de membre du Centre d'analyse et de prévision, de 1979 à 1981. Il est conseiller culturel de l'ambassade de France aux États-Unis de 1982 à 1986. Il devient chef du Centre d'analyse et de prévision en 1989, et conserve ce poste jusqu'en 1993, date à laquelle il est nommé représentant permanent de la France auprès de l'Union de l'Europe occidentale de 1993 à 1995.

#### Haute fonction publique internationale
De 1999 à 2000, Jean-Marie Guéhenno est membre du Conseil consultatif sur les questions de désarmement des Nations unies. Le 1er octobre 2000, il est nommé, par Kofi Annan, secrétaire général adjoint au Département des opérations de maintien de la paix de l'ONU, poste auquel il a succédé à Bernard Miyet.
Le 5 mars 2008, il annonce qu'il ne renouvellera pas son mandat à la tête du département du maintien de la paix de l'ONU posant la question de l'attribution de ce poste qui avait été faite à un responsable français en condition du soutien de la France à l'élection de Ban Ki-moon.

### Parcours professoral
Jean-Marie Guéhenno a été président de l'Institut des hautes études de défense nationale (IHEDN), en France, de 1998 à 2000.
Il est actuellement professeur à l'université Columbia, où il enseigne au sein de la School of International and Public Affairs. Il est également professeur associé à la Brookings Institution et au Center on International Cooperation de New York University.

### Autres fonctions
Jean-Marie Guéhenno est l'auteur de nombreux articles et plusieurs ouvrages, dont notamment la Fin de la démocratie (The End of The Nation State), et l'Avenir de la liberté : la démocratie dans la mondialisation. 
Il a tenu la rubrique du marché de l'art dans Le Monde, sous le pseudonyme de Jean-Marie Guillaume.
Jean-Marie Guéhenno est officier de la Légion d'honneur et commandeur de l'ordre du Mérite de la République fédérale d'Allemagne.

## Distinctions
- Croix de commandeur de l'ordre du Mérite
- Officier de la Légion d'honneur

## Prises de position

### Opérations de maintien de la paix
Le 19 avril 2004, il expose, dans l'International Herald Tribune, dans un article intitulé « A plan to strengthen UN peacekeeping » (Un plan pour renforcer les missions de maintien de la paix de l'ONU), sa conception du rôle des missions de maintien de la paix des Nations unies. 
Jean-Marie Guéhenno dégage quatre principes selon lesquels ces missions devraient être menées : 
- l'ONU ne s'engage que pour sauvegarder une paix quand il y a une paix à sauvegarder—elle ne s'engage pas dans un conflit.
- développement des partenariats régionaux de maintien de la paix.
- les États tiennent leurs engagements lorsqu'ils sont engagés dans une mission.
- engagements longs.

Le 15 octobre 2004, il publie, toujours dans l’International Herald Tribune, un article intitulé « A continent in crying need of peacekeepers » (« Un continent avec un besoin criant de gardiens de la paix »), dans lequel il approuve le projet du G8, exposé par le président américain George W. Bush devant l'Assemblée générale de l'ONU, de créer et d'entraîner une force de 75 000 hommes pour les missions de maintien de la paix, initialement en Afrique, puis au-delà. Selon Guéhenno, entraîner des troupes spécialisées est une priorité en Afrique : le Liberia, le Burundi, la Sierra Leone, la République démocratique du Congo et le Soudan en bénéficient. Cela permettrait d'apaiser les conflits et d'espérer installer un certain degré de stabilité. 

### Élection présidentielle de 2017
À l'occasion de l'élection présidentielle de 2017, il fait partie des 60 diplomates qui apportent leur soutien à Emmanuel Macron.

## Publications
En mars 1993, Jean-Marie Guéhenno publie La fin de la démocratie : au lendemain de la chute du mur de Berlin, il dresse l'acte de décès de la démocratie et met en garde contre « le triomphalisme vaniteux qui accompagna la chute du communisme » (p. 7). 
Il est par ailleurs l'auteur de L'avenir de la liberté - La démocratie dans la mondialisation, dans lequel il examine les problèmes posés par la confrontation entre la démocratie et le marché, et s'interroge sur le « juste combat démocratique ». Il récuse la notion de « démocratie de marché », la réduction de la démocratie à des procédures délibératives ou électorales, ou l'idée que le marché mondial aurait créé une communauté mondiale. Il s'interroge sur le point de savoir si la concurrence doit être considérée comme la valeur suprême : « Dans la fausse communauté-monde du marché » l'idée de la concurrence pourrait-elle être « le socle d'une véritable communauté-monde ? ».
En janvier 2006, Jean-Marie Guéhenno rédige un chapitre intitulé « Rapport Brahimi, cinq ans après » dans Le Guide du maintien de la paix, sous la direction de Jocelyn Coulon auquel les auteurs suivants ont aussi collaboré: Catherine Delice, Galia Glume, Lucien Manokou, Madeleine Odzolo Modo et Béatrice Pouligny.

### Livres
- Jean-Marie Guéhenno, « La fin de la démocratie » (Paris, Flammarion, 1993 - repris dans la collection de poche Champs, en 1999,  (ISBN 2-08-081322-6))
- Jean-Marie Guéhenno, « L'avenir de la liberté - La démocratie dans la mondialisation », (Paris, Flammarion, 1999, 222 pages,  (ISBN 2-08-211579-8))
- Jean-Marie Guéhenno, « Le premier XXIe siècle » (Paris, Flammarion, 2021, 368 pages,  (ISBN 978-2-08-025596-9))

### Articles
- (de) Demokratie am Wendepunkt, in Internationale Politik (mensuel allemand), avril 1998
- Is France relevant ?, in Prospect (mensuel britannique), juin 1998
- Union politique et euro: la voie modeste, in Commentaire (trimestriel français), no 82, été 1998
- (en) The impact of Globalisation on Strategy, in Survival (trimestriel publié par l’Institut d’Études stratégiques de Londres), hiver 1998-99
- (en) Globalisation and the International System, in Journal of Democracy (trimestriel américain, publié par le National Endowment for Democracy et Johns Hopkins University Press), janvier 1999
- Américanisation du monde ou mondialisation de l’Amérique ?, in Politique étrangère (trimestriel français publié par l’IFRI), printemps 1999
- (en) The future of nuclear deterrence, in Strategic Analysis (mensuel indien publié par l’Institut d’Études et d’Analyses de Défense de New Delhi
- Le modèle européen, in Ramsès du XXème anniversaire de l’IFRI (publié par l’IFRI), automne 1999
- (de) Politische Macht und demokratische Offentlichkeit in der Europäischen Union, in Die Neue Ordnung des Politischen. Die Herausforderung der Demokratie am Beginn des 21 Jahrhunderts, ouvrage collectif publié par Campus Publishing et la Fondation Julius Raab, Vienne, novembre 1999
- La Commission Européenne, adversaire ou allié de l’industrie de défense européenne? Pour une révision de l’article 223 du traité instituant la Communauté Européenne, in Revue du Marché Commun et de l’Union Européenne, no 433, novembre-décembre 1999
- (de) Demokratie - Die Neue Machtfrage, in Die Zeit, no 51, 16 décembre 1999,
- (en) Is France French ?, in Prospect (mensuel britannique), février 2000
- L’avenir de l’OTAN, in Critique Internationale, printemps 2000
- (en) Multipolarity and Multilateralism, New Delhi, printemps 2000

### Ouvrages collectifs
- Governance and civil society in France, dans un ouvrage collectif sur la gouvernance (" in a Global Age" plutôt que "in France"), publié en 2001 par le Japan Center for International Exchange de Tokyo et New York  (ISBN 4-88907-048-6)
- Jocelyn Coulon (dir.) « Guide du maintien de la paix », (Montréal, Athéna éditions, 2006, 294 pages,  (ISBN 2-922865-37-1))